# みんな地球人
『みんな地球人』（みんなちきゅうじん）は、1987年4月8日から1992年3月9日までNHK教育テレビジョンで放送されていた小学校高学年向けの学校放送（教科：環境教育）である。

## 概要
1986年12月22日に一度パイロット版を放送した後（後日に再放送あり）、1987年4月にレギュラー放送を開始した。前番組『みどりの地球』から引き続きNHK名古屋放送局が制作を担当していた。

## 放送時間
いずれも日本標準時、別の時間帯での再放送あり。
| 期間                         | 放送時間             |
| ---------------------------- | -------------------- |
| 1987年4月9日 - 1990年3月15日 | 木曜日 14:15 - 14:30 |
| 1990年4月2日 - 1992年3月9日  | 月曜日 10:00 - 10:15 |

## リポーター
- 小崎美由樹（1987年度 - 1989年度）[4]
- 桧山雅子（1990年度 - 1991年度）